# St. Raphael (Heidelberg)

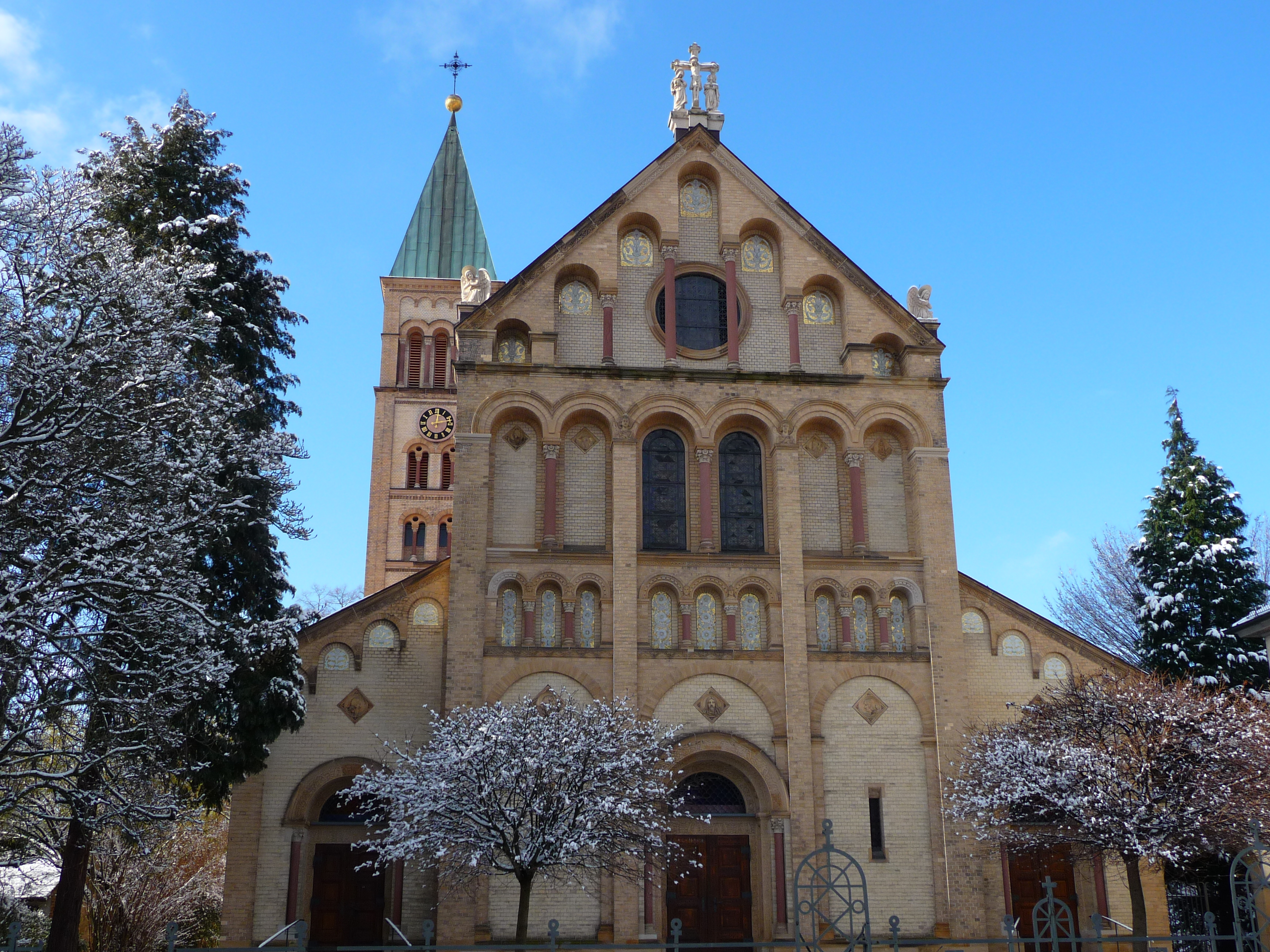
St. Raphael von Osten

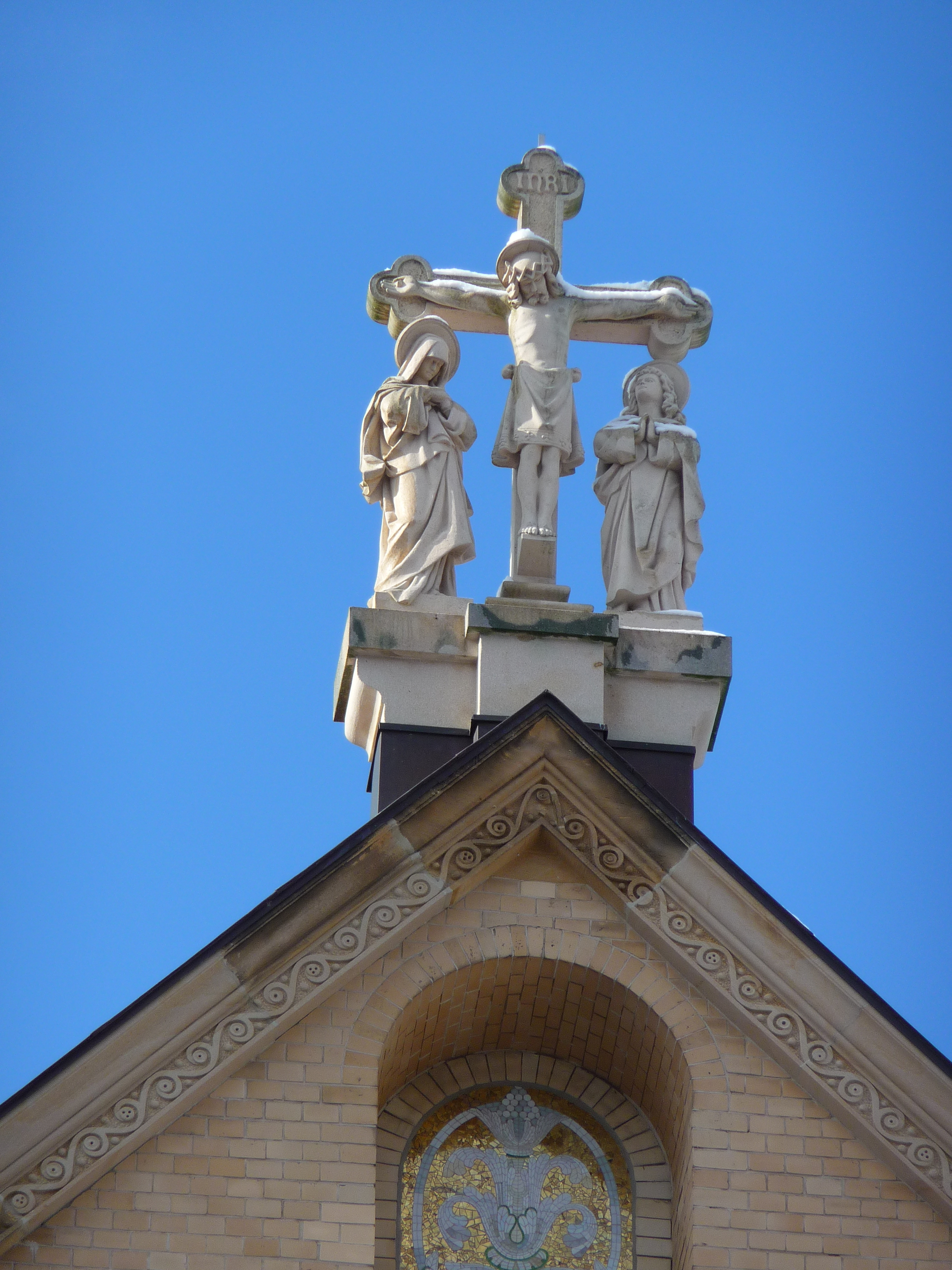
Giebel mit Kreuzigungsgruppe

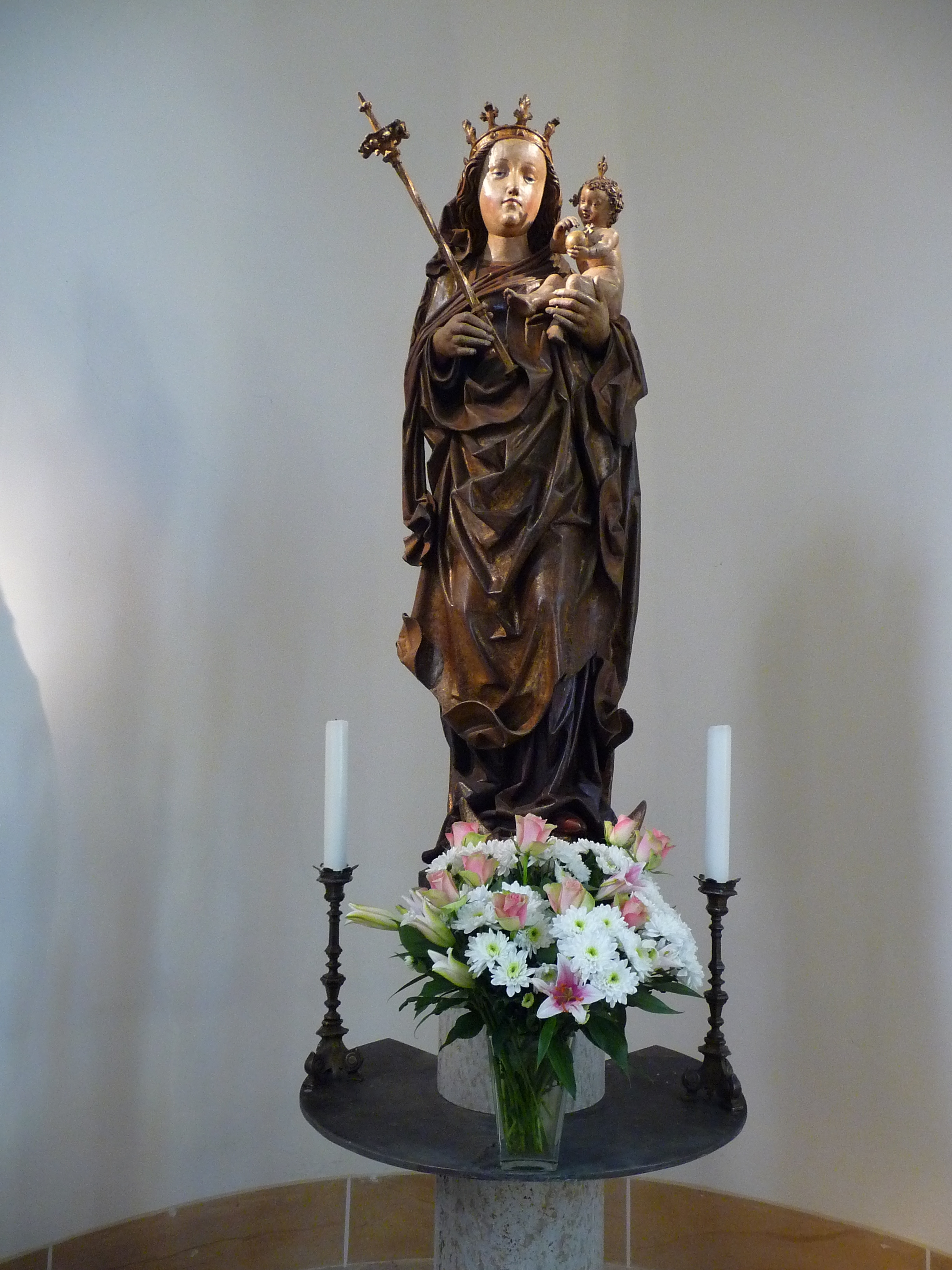
Mondsichelmadonna, spätes 15. Jh.

St. Raphael ist eine katholische Kirche im Heidelberger Stadtteil Neuenheim. Sie wurde in den Jahren 1903 bis 1905 im neuromanischen Stil errichtet und ist dem Erzengel Raphael geweiht.

## Geschichte
Die Kurpfalz war seit der Reformation protestantisch, und so wurde auch die alte Neuenheimer Johanneskirche von der evangelischen Gemeinde genutzt. Nach der Eingemeindung Neuenheims nach Heidelberg 1891 wuchs der neue Stadtteil rasch. Auch die Zahl der Katholiken, die zu St. Vitus in Handschuhsheim gehörten, stieg an, was bald zum Wunsch nach einer eigenen Kirche führte. Der Bau wurde vom Leiter des Erzbischöflichen Bauamtes, Ludwig Maier geplant, der in Heidelberg auch für St. Bonifatius in der Weststadt und St. Peter in Kirchheim verantwortlich war. Im Jahr 1902 wurde Neuenheim zur Kuratie erhoben, 1903 der Grundstein für die neue Kirche gelegt und zu Weihnachten 1904 wurde der erste Gottesdienst gefeiert. Am 16. Oktober 1905 wurde St. Raphael vom Freiburger Erzbischof Thomas Nörber geweiht.
Ein beträchtlicher Beitrag zum Bau wurde von einer Familie im Andenken an ihren früh verstorbenen Sohn, den Zoologieprofessor Raphael Slidell von Erlanger gestiftet, dessen Epitaph sich in der Kirche befindet. Dieser Stiftung verdankt St. Raphael auch sein ungewöhnliches Patrozinium.
1967/68 wurden der Hochaltar und die Seitenaltäre entfernt und der Chorraum entsprechend der Liturgiereform des Zweiten Vatikanischen Konzils umgestaltet. Zum hundertjährigen Jubiläum 2005 wurde die Kirche umfassend renoviert. Die einst von St. Vitus abgetrennte Pfarrgemeinde bildet heute mit ihr zusammen die Seelsorgeeinheit Heidelberg-Nord.

## Beschreibung

### Architektur
St. Raphael – in einem neuromanischen Stil gehalten, der sich an italienischen Vorbildern orientiert – ist eine dreischiffige, querschifflose Pfeilerbasilika frühchristlichen Typs mit einem breiten, flachgedeckten Mittelschiff. Die schmalen Seitenschiffe sind in fünf Jochen gewölbt. Die Kirche ist aus städtebaulichen Gründen nach Westen ausgerichtet, die Fassade weist nach Osten zur Werderstraße und liegt in etwa in der Sichtachse der Weberstraße. Die Außenmauern bestehen aus gelblichem Klinker und sind durch Pilaster, Lisenen, Gesimse und Rundbogenfriese gegliedert. Während der Turm mit dem Pyramidendach an venezianische Kirchen erinnert, diente für die Fassade mit ihren Blendarkaden der Dom zu Pisa als Vorbild. Sie wird von einer Kreuzigungsgruppe bekrönt, auf den Giebelschrägen befindet sich links und rechts je ein kniender Engel.

### Ausstattung

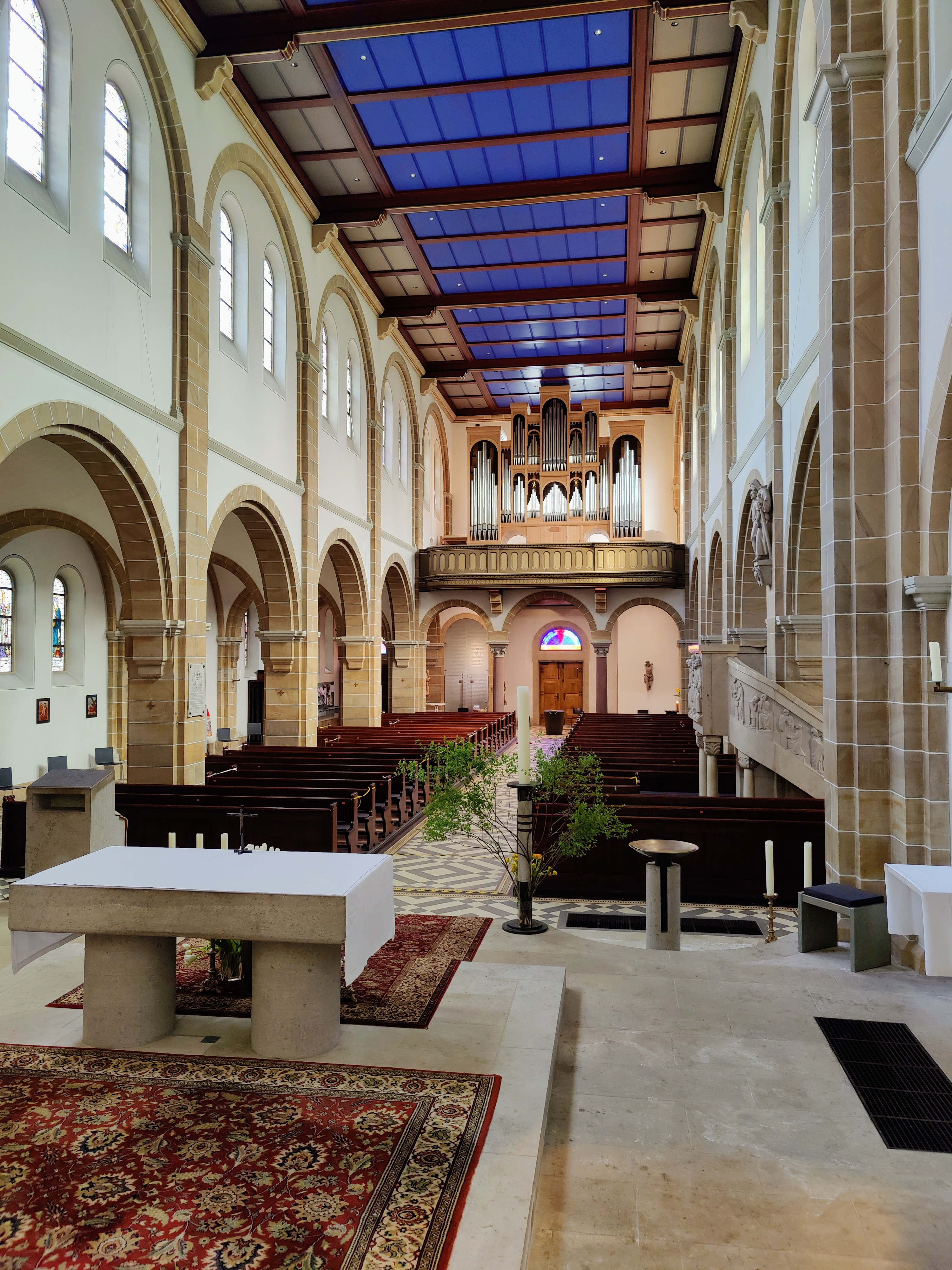
Innenraum mit Blick zur Orgel

Der Innenraum wirkt heute sachlich und modern, von der ursprünglichen neuromanischen Einrichtung ist wenig erhalten, die Altäre von Alfons Marmon wurden entfernt. Die flache Decke ist seit der letzten Renovierung nach mittelalterlichen und historistischen Vorbildern in tiefem Lapislazuliblau gehalten. Die Kanzel, 1939 von Karl Baur geschaffen, wird von vier Säulen getragen und zeigt die Bergpredigt, die Aussendung der Jünger und die Sakramente. Der Chorraum wurde nach Entfernung des ursprünglichen Hochaltars mehrmals umgestaltet. Seit 1995 wird er von der Bildcollage „Schrei und Wolke“ von Udo Körner dominiert, die an Tod und Auferstehung Jesu erinnern soll.
Auf der Nordseite haben sich die ursprünglichen Glasfenster der Heidelberger Glasmalerei Heinrich Beiler mit Heiligengestalten erhalten, die Fenster im südlichen Seitenschiff wurden 1944 durch eine Brandbombe beschädigt. Sie wurden 1954 durch einen Fensterzyklus von Willy Oeser ersetzt, der die Raphaelsgeschichte aus dem Buch Tobit darstellt. Von Willy Oeser stammen auch die Kreuzwegbilder sowie die Fenster und Mosaiken im Chor.
Daneben finden sich einige ältere Kunstwerke, so der Torso eines Wegkreuzes aus dem 18. Jahrhundert sowie eine fast lebensgroße Mondsichelmadonna aus dem späten 15. Jahrhundert in der linken Seitenapsis.

## Orgel

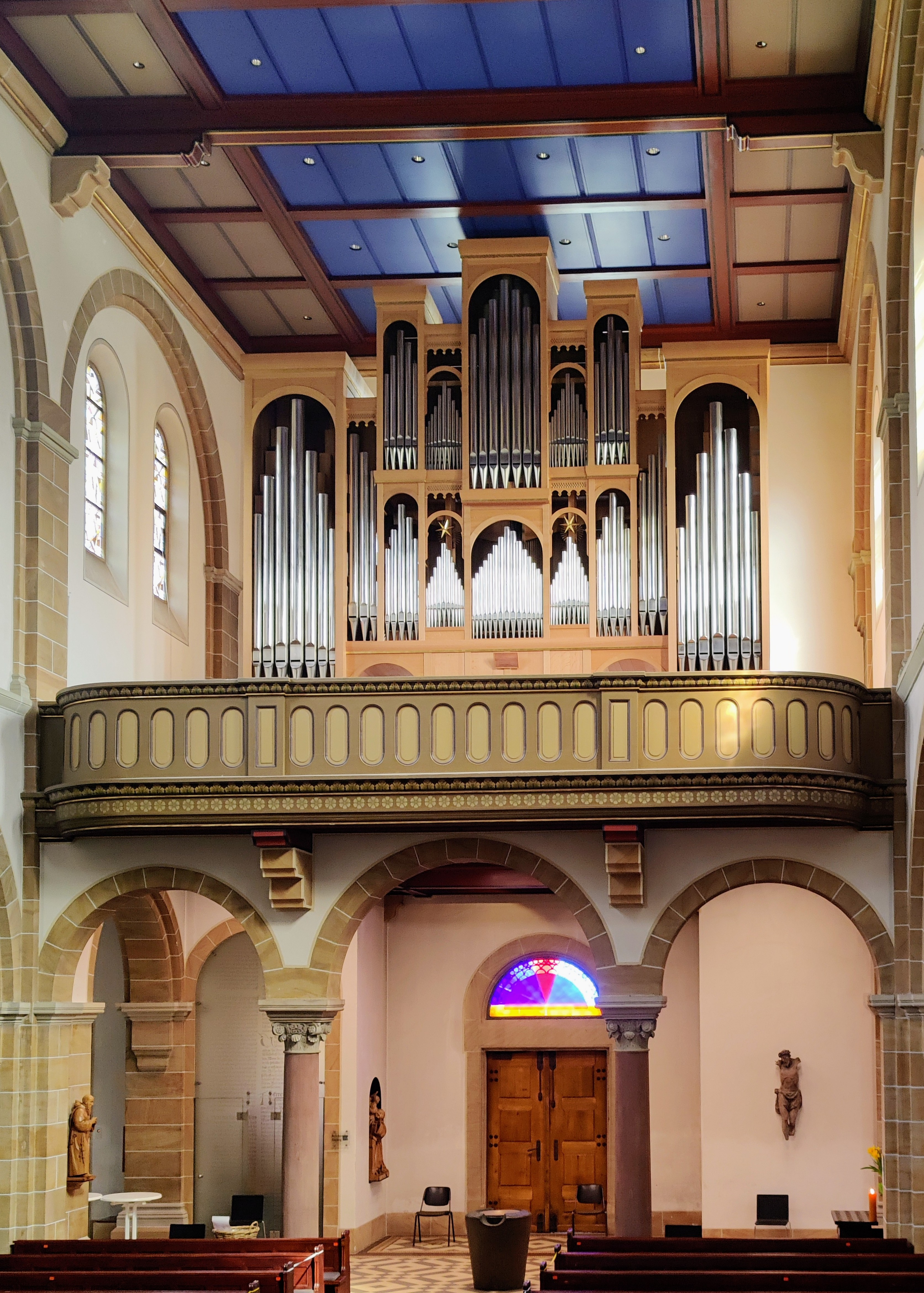
Ahrend-Orgel

Am 6. März 2016 wurde die neue Orgel von Hendrik Ahrend eingeweiht. Das Instrument verfügt über 32 klingende Register, die auf zwei Manuale und Pedal verteilt sind. Die Disposition lautet wie folgt:
| I Hauptwerk C–f3 |        |
| Quintadena       | 16′    |
| Principal        | 08′    |
| Gedackt          | 08′    |
| Gambe            | 08′    |
| Octave           | 04′    |
| Rohrflöte        | 04′    |
| Quinte           | 2 ⁄3′  |
| Octave           | 02′    |
| Gemshorn         | 02′    |
| Terz             | 1 3⁄5′ |
| Mixtur           |        |
| Trompete         | 08′    |

| II Unterwerk C–f3 |       |
| Principal         | 8′    |
| Hohlflöte         | 8′    |
| Salicional        | 8′    |
| Octave            | 4′    |
| Blockflöte        | 4′    |
| Waldflöte         | 2′    |
| Quinte            | 1 ⁄3′ |
| Sesquialtera II   |       |
| Scharff           |       |
| Dulcian           | 8′    |

| Pedal C–f1 |     |
| Principal  | 16′ |
| Subbaß     | 16′ |
| Violon     | 16′ |
| Octave     | 08′ |
| Gedackt    | 08′ |
| Octave     | 04′ |
| Mixtur     |     |
| Posaune    | 16′ |
| Trompete   | 08′ |
| Trompete   | 04′ |

- Koppeln: II/I, I/P, II/P
- Nebenregister: Zimbelstern, Trommel, Tremulant allegro / adagio

### Hauptorganist
Seit 2018 ist der Dipl.-Kirchenmusiker und Konzertorganist Johannes Il-hwan Yoo (Seoul/Heidelberg) als Hauptorganist der Ahrend-Orgel St. Raphael tätig.

## Glocken
St. Raphael verfügt über fünf Glocken. Sie sind auf die Töne e', fis', gis', h' und cis" gestimmt und der Unbefleckten Empfängnis, Johannes dem Täufer und den Erzengeln Raphael, Gabriel und Michael geweiht. Die größte und älteste Glocke stammt noch aus der Erbauungszeit, sie wurde von Benjamin Grüninger 1904 in Bronze gegossen und wiegt 1050 kg. Sie überstand als einzige beide Weltkriege. Die vier weiteren Bronzeglocken stammen von der Heidelberger Glockengießerei Schilling aus dem Jahr 1954.